# Zwemmen op de Olympische Zomerspelen 2020 – 200 meter vlinderslag vrouwen
De 200 meter vlinderslag vrouwen op de Olympische Zomerspelen 2020 vond plaats op 27 juli, series, 28 juli, halve finales, en 29 juli 2021, finale. Na afloop van de series kwalificeerden de zestien snelste zwemmers zich voor de halve finales, de snelste acht uit de halve finales gingen door naar de finale. Regerend olympisch kampioene was Mireia Belmonte.

## Records
Voorafgaand aan het toernooi waren dit het wereldrecord en het olympisch record
| Wereldrecord     | Liu Zige     | 2.01,81 | Jinan  | 21 oktober 2009 |
| Olympisch record | Jiao Liuyang | 2.04,06 | Londen | 1 augustus 2012 |

## Uitslagen

### Series
| Rang | Serie | Baan | Naam               | Land             | Tijd    | Bijz. |
| ---- | ----- | ---- | ------------------ | ---------------- | ------- | ----- |
| 1    | 3     | 4    | Zhang Yufei        | China            | 2.07,50 | Q     |
| 2    | 2     | 4    | Hali Flickinger    | Verenigde Staten | 2.08,31 | Q     |
| 3    | 1     | 5    | Yu Liyan           | China            | 2.08,36 | Q     |
| 4    | 1     | 4    | Regan Smith        | Verenigde Staten | 2.08,46 | Q     |
| 5    | 3     | 5    | Boglárka Kapás     | Hongarije        | 2.08,58 | Q     |
| 6    | 1     | 6    | Svetlana Tsjimrova | Russische ploeg  | 2.08,84 | Q     |
| 7    | 3     | 3    | Laura Stephens     | Groot-Brittannië | 2.09,00 | Q     |
| 8    | 2     | 6    | Alys Thomas        | Groot-Brittannië | 2.09,06 | Q     |
| 9    | 2     | 3    | Brianna Throssell  | Australië        | 2.09,34 | Q     |
| 10   | 2     | 2    | Helena Bach        | Denemarken       | 2.09,37 | Q     |
| 11   | 3     | 6    | Franziska Hentke   | Duitsland        | 2.09,98 | Q     |
| 12   | 1     | 2    | Defne Taçyıldız    | Turkije          | 2.10,00 | Q     |
| 13   | 1     | 3    | Suzuka Hasegawa    | Japan            | 2.10,43 | Q     |
| 14   | 3     | 2    | Ana Monteiro       | Portugal         | 2.11,45 | Q     |
| 15   | 3     | 7    | Remedy Rule        | Filipijnen       | 2.12,23 | Q     |
| 16   | 2     | 7    | Julimar Ávila      | Honduras         | 2.15,36 | Q     |
| 17   | 2     | 5    | Katinka Hosszú     | Hongarije        | DNS     |       |

### Halve finales
| Rang | Serie | Baan | Naam               | Land             | Tijd    | Bijz. |
| ---- | ----- | ---- | ------------------ | ---------------- | ------- | ----- |
| 1    | 2     | 4    | Zhang Yufei        | China            | 2.04,89 | Q     |
| 2    | 1     | 4    | Hali Flickinger    | Verenigde Staten | 2.06,23 | Q     |
| 3    | 2     | 3    | Boglárka Kapás     | Hongarije        | 2.06,59 | Q     |
| 4    | 1     | 5    | Regan Smith        | Verenigde Staten | 2.06,64 | Q     |
| 5    | 2     | 5    | Yu Liyan           | China            | 2.07,04 | Q     |
| 6    | 2     | 2    | Brianna Throssell  | Australië        | 2.08,41 | Q     |
| 7    | 1     | 3    | Svetlana Tsjimrova | Russische ploeg  | 2.08,62 | Q     |
| 8    | 1     | 6    | Alys Thomas        | Groot-Brittannië | 2.09,07 | Q     |
| 9    | 2     | 1    | Suzuka Hasegawa    | Japan            | 2.09,42 |       |
| 10   | 2     | 6    | Laura Stephens     | Groot-Brittannië | 2.09,49 |       |
| 11   | 1     | 1    | Ana Monteiro       | Portugal         | 2.09,82 |       |
| 12   | 1     | 2    | Helena Bach        | Denemarken       | 2.10,05 |       |
| 13   | 2     | 7    | Franziska Hentke   | Duitsland        | 2.10,89 |       |
| 14   | 1     | 7    | Defne Taçyıldız    | Turkije          | 2.11,27 |       |
| 15   | 2     | 8    | Remedy Rule        | Filipijnen       | 2.12,89 |       |
| 16   | 1     | 8    | Julimar Ávila      | Honduras         | 2.16,38 |       |

### Finale
| Rang   | Baan | Naam               | Land             | Tijd    | Bijz. |
| ------ | ---- | ------------------ | ---------------- | ------- | ----- |
| Goud   | 4    | Zhang Yufei        | China            | 2.03,86 | OR    |
| Zilver | 6    | Regan Smith        | Verenigde Staten | 2.05,30 |       |
| Brons  | 5    | Hali Flickinger    | Verenigde Staten | 2.05,65 |       |
| 4      | 3    | Boglárka Kapás     | Hongarije        | 2.06,30 |       |
| 5      | 1    | Svetlana Tsjimrova | Russische ploeg  | 2.07,70 |       |
| 6      | 2    | Yu Liyan           | China            | 2.07,85 |       |
| 7      | 8    | Alys Thomas        | Groot-Brittannië | 2.07,90 |       |
| 8      | 7    | Brianna Throssell  | Australië        | 2.09,48 |       |